# Bezzia rhynchostylata
Bezzia rhynchostylata är en tvåvingeart som beskrevs av Remm 1974. Bezzia rhynchostylata ingår i släktet Bezzia och familjen svidknott. Inga underarter finns listade i Catalogue of Life.